# قائمة سفراء دولة فلسطين لدى تركيا
سفير دولة فلسطين لدى تركيا هو ممثل دولة فلسطين الرسمي لدى تركيا. يشغل منصب سفير سفارة دولة فلسطين لدى تركيا حاليًا فائد مصطفى. يقع مقر السفارة في العاصمة التركية أنقرة ولها قنصلية في إسطنبول. بدأت العلاقات الدبلوماسية الرسمية بين تركيا ومنظمة التحرير الفلسطينية في عام 1979 عندما افتتحت المنظمة مكتبًا لها في أنقرة.

## قائمة السفراء
| رئيس البعثة الدبلوماسية | تاريخ الاعتماد الدبلوماسي | تاريخ الانتهاء | رئيس دولة فلسطين      | رئيس تركيا                                 | ملاحظات |
| ----------------------- | ------------------------- | -------------- | --------------------- | ------------------------------------------ | --- |
| ربحي حلوم               | 1979                      | 1990           | ياسر عرفات            | فخري قوروترك كنعان أورن توركوت أوزال       | كان مديرًا لمكتب منظمة التحرير الفلسطينية لدى البرازيل، وأفغانستان، والإمارات، وتركيا وإندونيسيا.                                                                           |
| فؤاد ياسين              | 1990                      | 2005           | ياسر عرفات محمود عباس | توركوت أوزال سليمان دميرل أحمد نجدت سيزر   | كان مديرًا لمكتب منظمة التحرير الفلسطينية لدى بولندا، وإسبانيا وتركيا. |
| نبيل معروف              | أكتوبر 2005               | ديسمبر 2014    | محمود عباس            | أحمد نجدت سيزر عبد الله غل رجب طيب أردوغان | كان سفيرًا لدولة فلسطين لدى إسبانيا في الفترة 1994–2005. وهو عضو المجلس الوطني الفلسطيني والثوري الفلسطيني.عُين في عام 2014 سفيرًا لدولة فلسطين لدى كندا واستمر حتى عام 2019. |
| فائد مصطفى              | 17 يونيو 2015             | لا يزال        | محمود عباس            | رجب طيب أردوغان                            | كان سفيرًا لدولة فلسطين لدى روسيا في الفترة 2009–2015. |